# Peyāvīn
Peyāvīn (persiska: پیاوین) är en ort i Iran.   Den ligger i provinsen Kurdistan, i den nordvästra delen av landet, 500 km väster om huvudstaden Teheran. Peyāvīn ligger 1 508 meter över havet och antalet invånare är 285.
Terrängen runt Peyāvīn är lite bergig.Runt Peyāvīn är det ganska tätbefolkat, med 93 invånare per kvadratkilometer. Närmaste större samhälle är Kānī Sūr, 10,1 km söder om Peyāvīn. Trakten runt Peyāvīn består i huvudsak av gräsmarker.